# ホームストア
株式会社ホームストアは北海道室蘭市に本社を置いたスーパーマーケットの「ホームストア」を展開していた企業。元は新日本製鐵グループで、後にアークスグループとなった。また、CGCグループの加盟企業であった。2008年にラルズへ吸収合併され、すべての事業をラルズが継承した。

## 概要・歴史
室蘭製鐵所の建設が始まった直後の1907年（明治40年）9月に「室蘭精米電灯所」を開設して職工や工夫に給与天引きで米の配給を行ったのが始まりである。
その後、大正初期に瑞江1号社宅付近の既存建物の一角で倉庫掛が出張販売する形で、米や味噌醬油・砂糖・チリ紙・石鹸などの生活必需品の配給を月3回ほど行うようになった。
1920年（大正9年）に面積51.75坪の「輪西分配所」（後の輪西店）として、専任の従業員を置いた初の常設店舗を開設した。
その後、日本製鉄室蘭製鐵所となったことに伴い、「輪西購買会」へ改組され、米穀を含む食料品や衣料品、家庭用品、燃料などの生活必需品の多くを取り扱うと共に、鮮魚・野菜・果実など生鮮食品については特約店を指定して、給与天引きでの購入を可能としていた。
知利別社宅の開設に伴って、1924年（大正13年）10月15日に「知利別配給所」を新設し、1925年（大正14年）4月1日に鮮魚・野菜・果実など生鮮食品を直営化した。
1940年（昭和15年）4月16日に日本製鉄室蘭製鐵所福利課の設置に伴って購買会の同課が業務を継承し、配給所を正式名称として運営されるようになった。
その後も社宅の増設に伴って、各地区ごとに配給所を開設していった。
1945年（昭和20年）9月1日に給与天引きを廃止して現金販売のみに切り替えたのち、1947年（昭和22年）6月1日に従業員が予め現金を預けて購入する予納金制度での販売に切り替えられた。
1950年（昭和25年）1月1日に鮮魚・野菜・果実など生鮮食品を直営から分離して「日鉄魚菜部」とし、1952年（昭和27年）6月1日に日鉄食品株式会社を設立して法人化した。
当初は生鮮食品のみを取り扱っていた。
1972年（昭和47年）2月に生鮮食品以外を扱っていた富士製鉄室蘭製鐵所厚生課配給掛の業務を継承して株式会社ホームストアと改称した。
元々は新日本製鐵室蘭製鐵所の社宅街の中心に出店した。新日本製鐵グループとして室蘭市、登別市で主に食品を扱うスーパーマーケットを展開した。
1991年（平成3年）7月1日にオリエントコーポレーションと提携して国際クレジットカードの「ホームカード」の発行を開始した。
2000年（平成12年）12月に新日本製鐵グループの日鉄ライフより、ラルズ（初代、現在のアークス）が発行済み株式の90%を取得して子会社化（アークスグループ入り）した。
アークスグループ入りした後は店舗のスクラップアンドビルドを進め、2003年（平成15年）に経営破綻した生活協同組合コープクレアのアーニス店跡にホームストアアーニス店（ホームストア登別中央店を移転）、2006年（平成18年）9月にホームストア新たかさご店（ホームセンターのホームセンターベストを閉店しホームストア高砂店を移転）を開店させた。
2007年（平成19年）4月20日に開業したショッピングセンターMORUE中島にホームストア運営のスーパーアークス中島店を核店舗として出店した。MORUE中島は新日本製鉄グループの新日鉄都市開発が開発を行った。
2008年（平成20年）3月1日にラルズに吸収合併され、法人は消滅した。合併直前の本社所在地は室蘭市中島本町2丁目8-1であった。
吸収合併に伴い、運営していた6店舗〈「スーパーアークス」1店舗、「ホームストア」5店舗〉はそのままラルズが継承した。

## 店舗
- 室蘭市と登別市で展開した。特に屋号が書かれていない店舗は「ホームストア」。

### ラルズへ継承
室蘭市
- スーパーアークス中島店

ショッピングセンター・モルエ中島内。2007年（平成19年）4月20日に開店。
- 輪西店（室蘭市みゆき町2-7-1[16][6]）

ラルズに継承後、2012年（平成24年）10月にぷらっと・てついち内に移転して出店することに伴い、同月17日に閉店。ぷらっと・てついちに出店した店舗もホームストア輪西店を名乗った。
- 港北店（室蘭市港北町3-22-1[6]（旧・港北町141[18]））

売場面積1236m²
2023年（令和5年）10月30日午後3時を持ち改装のため一時閉店し、11月9日まで休業した後、11月10日にリニューアルオープンという形で開店した。
- 新たかさご店[15]

2006年（平成18年）9月に高砂店を移転して開店。当初知利別店として開店。ホームセンターベストを2006年（平成18年）7月15日に閉店してその店舗跡に出店した。
登別市
- 幌別店[15]（登別市来馬町67[6]（旧・幌別郡登別町来馬67[21]）、1942年（昭和17年）12月22日開設[4]）

売場面積655m2
- アーニス店（中央町）

登別中央ショッピングセンター・アーニス内。生活協同組合コープクレアのクレアアーニス店が入居していたが、2003年（平成15年）2月6日の同生協の破産・閉店に伴い、後継店舗として出店した。

### 閉店した店舗
室蘭市
- 中島店（室蘭市中島本町2-8-1[16]、1940年（昭和15年）10月30日開設[4]）

売場面積540m2
2007年（平成19年）4月20日にスーパーアークス中島店を出店したことに伴い閉店。店舗跡はゲームセンターとなった。
- 中島第1営業所（室蘭市中島町103[23]）

- 高砂店（室蘭市高砂町14-2[6]、1945年（昭和20年）3月1日開設[4]）

日鉄炉材から継承。
2006年（平成18年）9月に新たかさご店（ホームセンターベスト跡）を出店したことに伴い、閉店。
- 本輪西仮営業所（1946年（昭和21年）2月10日開設[4]）
- 本輪西第1営業所（室蘭市本輪西町142[23]）
- 本輪西第2営業所（室蘭市本輪西町22-3[23]）
- 本輪西第2営業所魚菜部（室蘭市本輪西町271[23]）
- 輪西第3営業所（室蘭市輪西町218[23]）
- 化学分店（室蘭市高砂町1-19-7[6]）
- 緑ヶ丘店

室蘭市高砂町に所在した。現在は閉店。
- 知利別店（室蘭市知利別町140-1[18]）

売場面積495m2
初期の店舗で、後にホームセンターベストに業態転換した。
- 知利別魚菜部（室蘭市知利別町141[23]）
- 中島第3営業所（室蘭市知利別町55[23]）
- ホームセンターベスト

ホームストア知利別店を業態転換し、ホームセンターとして営業。2006年7月15日に閉店し、9月にホームストア高砂店を移転する形でホームストア新たかさご店に転換した。
登別市
- 幌別仮営業所（1941年（昭和16年）12月5日開設[4]）
- 登別中央店（中央町）

近くの登別中央ショッピングセンター・アーニス内にアーニス店を出店したことに伴い閉店。跡地にはツルハドラッグ登別中央店が入居。
- 鷲別店（登別市鷲別町65[6]、1945年（昭和20年）3月1日開設[4]）

日鉄炉材から継承。
道南バス「東鷲別」バス停付近にあった。
- はまなす店（登別市富岸町字富岸2-51[6]）

道南バス「はまなす団地」バス停付近にあった。